# خانم مانک
خانم مانک (به انگلیسی: Mrs. Munck) فیلمی محصول سال ۱۹۹۵ و به کارگردانی داین لد است. در این فیلم بازیگرانی همچون داین لد، بروس درن، کلی پرستون، شلی وینترز، جیم والتون، اسکات فیشر و سیمور کاسل ایفای نقش کرده‌اند.